# Рошфор, Кристиана
Кристиа́на Рошфо́р (фр. Christiane Rochefort; 17 июля 1917, Париж, Франция — 24 апреля 1998, Ле-Праде, там же) — французская писательница, переводчица и феминистка. Наибольшую известность ей принёс дебютный роман «Отдых воина» (1958).

## Жизнь и творчество
Кристиана Рене Рошфор родилась 17 июля 1917 года в Париже в рабочей семье с социалистическими взглядами; её отец воевал в интернациональных бригадах во время Гражданской войны в Испании. Часть своего детства Рошфор провела в Лимузене, но в итоге вернулась в Париж. Некоторое время она изучала этнологию и психиатрию в Сорбонне, затем бросила учёбу и занялась скульптурой и живописью, а также журналистикой, проработав в качестве пресс-атташе Каннского кинофестиваля 15 лет.
Литературную деятельность Рошфор начала в 1950-х годах с публикации рассказов. Её дебютный роман «Отдых воина» (Le Repos du guerrier) вышел в 1958 году в издательстве «Грассе» и снискал скандальную славу — описанные в нём отношения между девушкой из среднего класса и мужчиной-алкоголиком шокировали публику своим эротизмом. При этом книга имела коммерческий успех, а в 1962 году Роже Вадим снял по ней одноимённый фильм, главную роль в котором исполнила Брижит Бардо. Второй роман Рошфор «Внуки века» (Les Petits enfants du siècle, 1961) от первого лица рассказывал об ужасах детства, проведённого в рабочем пригороде Парижа. Он попал в шорт-лист Гонкуровской премии и также стал бестселлером. Её последующие произведения охватывали широкий спектр тем: от социального и психологического реализма в «Стансах к Софи» (Les Stances à Sophie, 1963) до феминистской утопии в романе Archaos ou le jardin étincelant (1972). В 1988 году Рошфор была награждена Премией Медичи за роман La Porte du Fond (1988), который построен вокруг темы инцеста и считается наиболее тяжёлым её произведением. Вместе с тем за неполных два десятилетия она перевела с иврита на французский язык четыре романа и один сборник рассказов Амоса Кейнана.

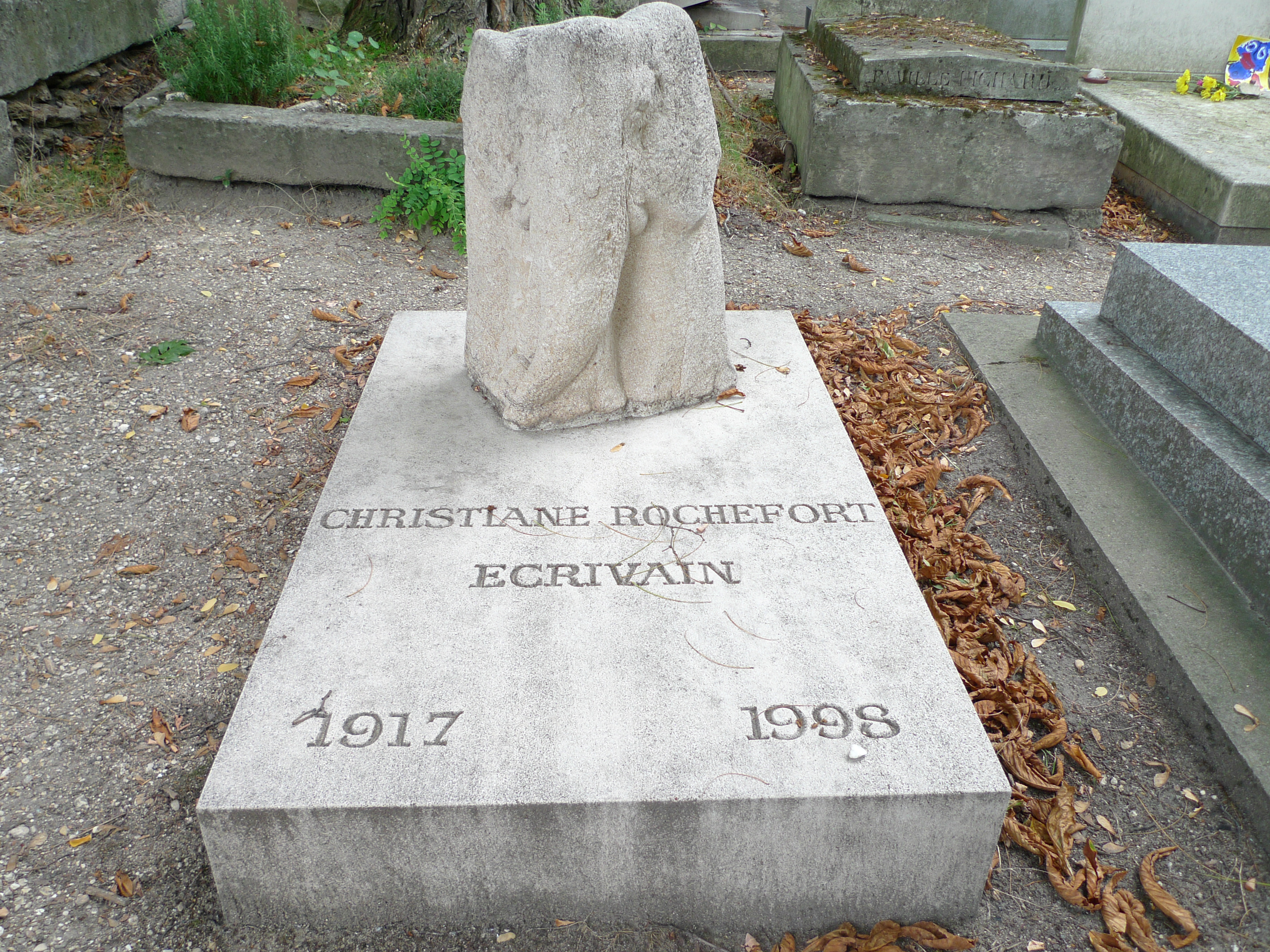
Могила Кристианы Рошфор на кладбище Пер-Лашез, Париж

На протяжении всей своей литературной карьеры Рошфор находилась в авангарде политического протеста. Первые три романа быстро закрепили за ней репутацию писательницы, бросившей вызов условностям и всем формам угнетения, особенно в отношении женщин и детей. Она стояла у истоков первого во Франции феминистского движения Mouvement de libération des femmes (MLF), а также вошла в число подписанток «Манифеста трёхсот сорока трёх» (1971), требовавшего декриминализировать аборты. Кроме того, в 1960 году она подписала «Манифест 121» за право французских солдат не участвовать в Алжирской войне, а в 1977-м — петицию в газете Le Monde против ареста трёх мужчин за добровольное вступление в половую связь с несовершеннолетними. В эссе Les Enfants d’abord (1976) она критиковала традиционные методы воспитания детей, производящие, по её мнению, послушных членов капиталистического общества. Впоследствии его взяли на вооружение сторонники альтернативного обучения.
Исследователи отмечают, что её произведения отличаются крайне прогрессивной для своего времени интерпретацией гендера и сексуальной ориентации, будь то лесбийские отношения в «Стансах к Софи», мужская гомосексуальность в романе Printemps au parking (1969) или полисексуальность, обыденная для мира Archaos ou le jardin étincelant.
Рошфор умерла в 1998 году в Ле-Праде (департамент Вар). Она похоронена в Париже на кладбище Пер-Лашез.

## Избранная библиография
- Le Repos du guerrier[фр.] (Grasset, 1958, роман)
- Les Petits enfants du siècle (Grasset, 1961, роман)
- Les Stances à Sophie[фр.] (Grasset, 1963, роман)
- Une Rose pour Morrison (Grasset, 1966, роман)
- Printemps au parking (Grasset, 1969, роман)
- Archaos ou le jardin étincelant (Grasset, 1972, роман)
- Encore heureux qu’on va vers l'étè (Grasset, 1975, роман)
- Les Enfants d’abord (Grasset, 1976, эссе)
- Quand tu vas chez les femmes (Grasset, 1982, роман)
- La Porte du Fond (Grasset, 1988, роман)
- Conversations sans paroles (Grasset, 1997, роман)

#### На русском языке
- Отдых воина / пер. с фр. Л. Бондаренко. — М.: Азбука, Терра-Книжный Клуб, 1997. — 384 с. — (Дельта Венеры). — ISBN 5-300-01445-1.
Сборник, включающий в себя романы «Отдых воина» (1958) и «Стансы к Софи» (1963).